# John Leech (wiskundige)
John Leech (Weybridge, Surrey, 21 juli 1926 - Schotland, 28 september 1992)) was een Brits wiskundige die werkzaam was op de terreinen van de getaltheorie, meetkunde en de combinatorieke  groepentheorie. Hij is vooral bekend voor zijn ontdekking in 1965 van het Leech-rooster. In 1957 ontdekte hij ook het taxinummergetal Ta(3). Leech was getrouwd met Jenifer Haselgrove, een gerespecteerd Brits natuurkundige.